# Anti-Hero
〈Anti-Hero〉(안티히어로)는 테일러 스위프트의 노래이다. 열 번째 정규 앨범 《Midnights》의 리드 싱글이다. 빌보드 핫 100 1위와 영국 싱글 차트 1위를 한 곡이다. 영국 축음기 협회(BPI) 인증 더블 플래티넘 등급을 받은 곡이다. 2023 MTV 비디오 뮤직 어워드 올해의 비디오상 수상곡이다.